# Luftverkehrsgesellschaften in Danzig
Die Luftverkehrsgesellschaften in Danzig wurden gegründet, als die Stadt Danzig 1920 zum Freistaat wurde. Ihre Basis hatten die Fluggesellschaften auf dem Flughafen Danzig.
1926 fusionierten die deutschen Fluggesellschaften zur Deutschen Luft Hansa (DLH). Da für das Deutsche Reich im Mai 1926 das Pariser Luftfahrtabkommen in Kraft trat, bot eine Zulassung deutscher Flugzeuge in der Danziger Luftfahrzeugrolle keine Vorteile mehr, die noch bestehenden Danziger Luftverkehrsgesellschaften wurden liquidiert.

## Einheimische Gesellschaften

### Danziger Luft-Reederei
Gegründet am 27. Oktober 1919 war die Danziger Luft-Reederei GmbH ein Tochterunternehmen der Deutschen Luft-Reederei (DLR). Die Danziger Luft-Reederei erhielt ihre Zulassung noch durch das deutsche Reichsluftamt in Berlin. Sie wurde 1920 Mitglied der International Air Traffic Association (heute: IATA). Die Gesellschaft hatte Mitte 1921 einen Bestand von neun Flugzeugen, der sich durch die folgende Beschlagnahme aller ehemaligen Militärflugzeuge durch die Alliierten bald auf vier Fokker verringerte. Im Juli 1921 wurde erstmals Riga angeflogen, im September des Jahres die estnische Hauptstadt Reval. Die Farbgebung der Flugzeuge war anfangs schwarz und gelb, 1922 vermutlich dunkelgrün.
Nachdem sich im Februar 1923 die Deutsche Luft-Reederei und der Lloyd Luftdienst zur Deutschen Aero Lloyd (DAL) zusammengeschlossen hatten, fusionierten am 9. Juni 1923 auch die Danziger Unternehmen zum Danziger Aero Lloyd.
Flugzeugpark 1921
- 2 Fokker F.II
- 2 Fokker F.III
- 2 Albatros B.II
- 1 Albatros C.III
- 2 LVG C.VI
- (1 LFG Seeflugzeug (Juni 1921))[6][5]

Abstürze bzw. Totalschäden
- Rumpler C.I (FD 12), am 12. Mai 1921 in Danzig
- Fokker F.III (FD 20), am 6. Juni 1921 in Memel[5]

### Danziger Luftpost
Die Danziger Luftpost GmbH wurde Anfang 1921 durch örtliche Treuhänder für die Lloyd Ostflug GmbH in Berlin gegründet. Erster Geschäftsführer wurde bis 1923 Erhard Milch, der von der aufgelösten „Polizeifliegerstaffel Königsberg“ nach Danzig kam und mit dieser Position seine zivile Karriere begann, die bis ins Präsidium der Lufthansa führte. Hinter der Lloyd Ostflug standen auch Firmen von Hugo Junkers, der mit der Junkers F 13 das erste Ganzmetallflugzeug der zivilen Luftfahrt entwickelt hatte. Bis August 1921 flogen vier F 13 mit doppelter, deutsch/Danziger-Zulassung in die litauischen und lettischen Hauptstädte Kowno und Riga.
Die Danziger Luftpost ermöglichte es Junkers die polnische Fluggesellschaft Polska Linja Lotnicza Aerolloyd über den Freistaat mit Fluggerät zu beliefern und so seine wesentliche Beteiligung an diesem Unternehmen zu verschleiern. Von den neun F 13 der Erstausstattung des Aerolloyds waren sieben in Danzig zugelassen, aber nur zwei waren für die Luftpost geflogen. Zwei weitere Maschinen gingen mit Danziger Zulassung an Junkers Rußland, vier an Junkers Luftverkehr, eine nach Kolumbien, eine flog mit Danziger Zulassung beim Bayerischen Luft-Lloyd. Ferner wurde versucht illegal gebaute F 13 im Danziger Luftverkehr dem Zugriff der alliierten Behörden zu entziehen, wobei auch Baunummern verändert wurden. Von 26 F 13, die die Danziger Zulassung über die Luftpost erhielten, wurden neun direkt weiterveräußert, sieben „gebraucht“ verkauft.
Die Junkersmaschinen von Lloyd Ostflug und Danziger Luftpost waren in schwarzer und gelber Farbe lackiert. Rumpf, Flügeloberseiten und die Leitwerke der Danziger Maschinen hatten einen Anstrich in postgelb mit schwarzen Rändern. Da die Motoren stark ölten war der vordere Bereich und die Unterseiten schwarz angestrichen. Das Seitenruder trug das Danziger Hoheitszeichen: Zwei weiße Kreuze auf rotem Grund. Vorgeschrieben waren diese Hoheitszeichen nur umlaufendes Band auf den Außenflügeln.
Im März 1922 kam es wegen den unterschiedlichen Gesellschafterinteressen zur Aufteilung der Lloyd Ostflug, gleiches erfolgte in Danzig. Das Gros der Maschinen blieb bei der Luftpost, die jetzt von Junkers kontrolliert wurde. Die Danziger Luftpost ging noch im September 1922 eine Betriebsgemeinschaft mit der PLL Aerolloyd ein und wurde mehr und mehr zu einer Bodenorganisation. Die Gesellschaft wurde 1927 verkauft und war in Danzig als Vertretung ausländischer Fluglinien tätig.
Flugzeugpark
- 7, später 10 Junkers F 13
- 6 Rumpler C.I für Postflüge[5]

### Danziger Lloyd Luftdienst
Nach Aufteilung der Lloyd Ostflug wurde am 6. März 1922 die Danziger Lloyd Luftdienst GmbH als Danziger Tochtergesellschaft der Lloyd Luftdienst in Bremen gegründet. Sie erhielt eine Junkers F 13 und drei Rumpler C.I von der Danziger Luftpost.
Nach der Fusion der Muttergesellschaften ging im Mai 1923 die Danziger Lloyd Luftdienst, ebenso wie die Danziger Luft-Reederei, im Danziger Aero Lloyd auf.
Flugzeugpark
- 3 Junkers F 13
- 7 Rumpler C.I[5]

### Danziger Aero Lloyd
Treuhänder der Deutschen Aero Lloyd AG in Berlin gründeten am 9. Juni 1923 die Danziger Aero Lloyd GmbH als Zusammenschluss der Danziger Luft-Reederei und des Danziger Lloyd Luftdienst. Die Maschinen wurden hellgrau und schwarz angestrichen und waren mit dem „Kranich“ von Otto Firle gekennzeichnet, den die Lufthansa noch heute als Logo führt.
Obwohl fünf der Fokker-Maschinen 1926 für die Luft Hansa flogen und deren Firmennamen auf der Motorhaube trugen, behielten sie noch für einige Zeit ihre Danziger Zulassung. Zu der Gründung einer Danziger Luft Hansa kam es nicht, die Treuhänder haben den Danziger Aero Lloyd erst nach dem November 1927 liquidiert.
Flugzeugpark
- 3 Junkers F 13
- 2 Fokker F.II
- 2, später (1925) 5 Fokker Fokker F.III
- 7 Rumpler C.I[5]

Abstürze bzw. Totalschäden
- Junkers F 13 (Dz40), am 7. Mai 1923 in Pommern
- Fokker F.III (Dz100), am 26. Mai 1925 in Tempelhof[5]

### Internationale Luftverkehrs-Gesellschaft „Ileg“
Die Firma wurde im Februar 1921 in Danzig gegründet. Mit acht Wasserflugzeugen war beabsichtigt von Danzig Polen und Finnland anzufliegen. Da die Alliierten im August 1921 die Maschinen als ehemaliges Kriegsgerät beschlagnahmten und zerstörten, konnte das Projekt nicht verwirklicht werden.

## Ausländische Unternehmen

### Deutsche Unternehmen
- Lloyd Ostflug (1921–1922)
- Lloyd Luftdienst (1922–1922)
- Deutsche Luft-Reederei (DLR; 1921–1923)
- Junkers Luftverkehr (1922–1925)
- Luftverkehr Pommern, Stettin (1925)
- Deruluft (1925–1936)
- Luft Hansa (1926–1945)

### Sonstige
- Polskie Linie Lotnicze LOT (1928–1937)
- Aero O/Y (1938–1939)

### PLL Aerolloyd / PLL Aerolot
Die von Junkers kontrollierte PLL Aerolloyd Sp. z o. o. (1922–1925) wurde zunächst über Danzig mit fliegendem Material versorgt. Erster technischer Leiter der Fluggesellschaft war Erhard Milch von der Danziger Luftpost. Das Nachfolgeunternehmen PLL Aerolot S.A. (1925–1927) wurde gemäß Präsidialverordnung vom 14. März 1928 am 27. Dezember 1928 von der Polskie Linie Lotnicze LOT übernommen. Die verbliebenen zwölf Junkers F 13 wurden von der LOT übernommen und bis 1936 eingesetzt.
Flugzeugpark
- 6 Junkers F 13 (1922)
- 9 Junkers F 13 (1923; davon hatten 7 eine Zulassung der Danziger Luftpost getragen)[5]
- 12 Junkers F 13 (1928)

1934 führte die LOT, erstmals eine Winterpause auf der Strecke Danzig–Warschau ein. Ab 1936/1937 wurde Danzig nicht mehr angeflogen, sondern die Flüge endeten im polnischen Rumia bei Gdynia.

## Weitere Luftfahrtunternehmen
Fliegerschule Kannenberg
Kurt Otto Kannenberg handelte mit Automobilen und hatte eine Verkaufsvertretung für Stahlwerk-Mark-Eindecker. Seine Flugschule wurde am 2. Juli 1924 eröffnet und hatte zwei Nachfolgeunternehmen.
- 1 DFW C.V Doppeldecker[5]
- mehrere Stahlwerk Mark Rieseler R IIIb/22 (ohne Zulassung)

Danziger Fliegerschule GmbH (1925–1927)
- 1 DFW C.V
- 1 Rumpler C.I
- 1 Albatros B.II[5]

Danziger Fliegerschule May & Bergmann (1927–nach 1933)
- 1 Rumpler C.I
- 1 Albatros B.II[5]

Trieb & Cie
H. W. Trieb bot ab 1924 Rundflüge über dem Danziger Freistaat an, ferner betrieb er Bedarfsluftverkehr und Flugzeughandel „am Rande der Legalität“.
- 2 DFW C.V
- 1 Rumpler C.I[5]

## Vereine
Danziger Luftfahrtverein
Der Danziger Luftfahrtverein e.V. wurde im Herbst 1933 als Nationaler Flugsportverein Danzig gleichgeschaltet.
- 2 Klemm L 25 b
- 5 Klemm L 25 d VII R (ab 1935)[5]

Deutsche Akademische Fliegergruppe der Technischen Hochschule Danzig
Trotz vieler Bemühungen blieb die Akaflieg Danzig der einzige Flugzeughersteller der Freien Stadt Danzig, wenn sie auch nur vier Segelflugzeuge fertigstellte. Von 1930 bis Kriegsbeginn wurde auch Motorflug betrieben. Zuletzt wurden, wie beim vorgenannten Verein, nur Motorflugzeuge mit deutscher Zulassung geflogen. Mit dem Anschluss Danzigs an das Reich wurde die Akaflieg Flugtechnische Fachgruppe Danzig (FFG Danzig) bei der Deutschen Versuchsanstalt für Luftfahrt e.V.
Motorflugzeuge:
- BFW M 23b YM-AAL (1930–1935)
- Raab-Katzenstein Schwalbe YM-AAM
- Argus-Klemm, ersetzt durch eine Siemens-Klemm
- Müller GMG II (zeitweise)
- Albatros L 68c (1933)[5]

Akademicki Aeroklub Gdański
Nach einem ersten Anfang 1929 wurde 1931 der polnische Akademicki Aeroklub Gdański in der Freien Stadt registriert. Da sich die politischen Verhandlungen über Überfluggenehmigungen hinzogen, nahm er seine Flugtätigkeit in Rumia auf. 1933 wurde der Name in Aeroklub Gdański geändert, seit 2013 hat er seine Heimat in Pruszcz Gdański.